# Parahyagnis bifuscoplagiata
Parahyagnis bifuscoplagiata là một loài bọ cánh cứng trong họ Cerambycidae.